# My Very Best
My Very Best är ett dubbelt samlingsalbum av Agnetha Fältskog, utgivet den 8 oktober 2008. 

## Bakgrund
Skivan är Agnetha Fältskogs första samlingsalbum och det täcker hela hennes karriär. Tidigare samlingsskivor som "That's Me" och "My Love My Life" innehöll mest svenska eller engelska låtar. Låtarna är valda av Agnetha själv och Lasse Höglund. Skivan gavs ut i två olika versioner: digipack och jewelcase. Till en början var det tänkt att en version med bara en skiva skulle säljas på nätet, men det var blev inte av. Skivan innehåller ett texthäfte med 30 sidor bilder, låttexter till alla 35 låtarna och en speciell hälsning från Agnetha själv. Trots att hälsningen är skriven på både svenska och engelska så har skivan inte getts ut officiellt varken i USA eller Storbritannien.

## Låtlista

### CD 1
1. SOS - 3:23
2. Var det med dej? - 3:32
3. När du tar mej i din famn - 4:12
4. Många gånger än - 2:37
5. En sång om sorg och glädje - 3:50
6. Dröm är dröm, och saga saga - 3:25
7. Doktorn! - 2:52
8. Tack för en underbar, vanlig dag - 2:38
9. Så glad som dina ögon - 2:59
10. Vart ska min kärlek föra - 3:20
11. Tio mil kvar till Korpilombolo - 2:59
12. Så här börjar kärlek - 2:31 (med Björn Ulvaeus)
13. Sången föder dig tillbaka - 3:12
14. Dom har glömt - 3:44
15. Om tårar vore guld - 3:30
16. Allting har förändrat sej - 3:11
17. Fram för svenska sommaren - 2:24
18. Jag var så kär - 3:18

### CD 2
1. Wrap Your Arms Around Me - 5:15
2. Little White Secrets - 4:06
3. Can't Shake Loose - 4:22
4. The Heat Is On - 3:54
5. If I Thought You'd Ever Change Your Mind - 3:15
6. I Stand Alone - 4:49
7. Mr. Persuasion  2:43
8. I Won't Let You Go  3:40
9. If You Need Somebody Tonight  3:31
10. Never Again - 3:55 (med Tomas Ledin)
11. Let It Shine  4:00
12. Take Good Care Of Your Children  3:45
13. Sometimes When I'm Dreaming  3:15
14. The Way You Are  3:46 (med Ola Håkansson)
15. I Won't Be Leaving You - 5:33
16. When You Walk In The Room - 3:36
17. The Winner Takes It All - 4:56 (Abba)

## Listplaceringar
| Lista (2008) | Topplacering |
| ------------ | ------------ |
| Sverige      | 4            |